# شهر هالبی
شهر هالبی (انگلیسی: Holby City) نام یک مجموعهٔ تلویزیونی بریتانیایی در سبک درام پزشکی است.